# Nebria heegeri
Nebria heegeri – gatunek chrząszcza z rodziny biegaczowatych i podrodziny leszowych. Zamieszkuje Karpaty w Rumunii i Ukrainie.

## Taksonomia
Gatunek ten opisany został po raz pierwszy w 1826 roku przez Pierre’a F.M.A. Dejean.

## Morfologia
Chrząszcz o ciele długości od 9 do 12 mm. Wierzch ciała jest jednolicie lśniąco czarny, bez czerwonej plamy na głowie, tylko u osobników nie w pełni wybarwionych z brązowymi pokrywami.
Pierwszy człon czułków jest duży, stożkowaty, zaopatrzony w jedną szczecinkę wierzchołkową. Drugi człon jest krótszy od poprzedniego, stożkowaty, z jedną szczecinką na wierzchu i jedną na spodzie, rzadziej z tylko jedną szczecinką. Trzeci człon jest długi, stożkowaty, zaopatrzony w trzy szczecinki peryferyjne. Warga dolna ma na podbródku cztery szczecinki.
Przedplecze jest mocno poprzeczne, 1,7 raza szersze niż dłuższe, ku tyłowi zwężone i o bocznych krawędziach na dłuższym odcinku niż u N. rufescens przed tylnymi kątami wklęśniętych. Pokrywy są szeroko-owalne, o brzegach przednich i bocznych połączonych rozwartym łukiem i barkach płasko zaokrąglonych. W trzecim międzyrzędzie każdej pokrywy leżą dwa lub trzy punkty szczecinkowe grzbietowe (chetopory dyskalne). W piątym międzyrzędzie niemal zawsze obecne są chetopory. Skrzydła tylnej pary są zredukowane, ale wciąż dość duże. Odnóża są czarne, na szczytach nierozjaśnione lub rozjaśnione nieznacznie.
Odwłok ma widoczne sternity czwarty, piąty i szósty zaopatrzone w jedną szczecinkę każdy. Wierzchołek odwłoka nie jest rozjaśniony.

## Ekologia i występowanie
Rzadko spotykany i zagrożony owad należący do endemitów karpackich. Podawany jest z piętra reglowego Gorganów i Czarnohory na Ukrainie oraz rumuńskich: Gór Sybińskich, Gór Fogaraskich, Masywu Retezatu oraz pasm Bucegów, Călimani i Ciucaș. Wiele z doniesień ma już charakter historyczny.